# Список послов Германии в Бутане
Непосредственные дипломатические отношения между Бутаном и Германией отсутствуют. Официальные контакты между странами осуществляются через посольство Германии в Индии, при этом немецкий посол в Индии (Нью-Дели) одновременно исполняет обязанности посла в Бутане. Первые контакты состоялись в 1978—1979 годах.
| Срок полномочий | Посол                | Годы жизни  | Примечания         |
| --------------- | -------------------- | ----------- | ------------------ |
| ФРГ             |                      |             |                    |
| 1977 — 1984     | Дирк Онкен           | 1919 – 2015 |                    |
| 1984 — 1985     | Герлах               |             |                    |
| 1987 — 1990     | Конрад Зайтц         | 1934 – 2023 |                    |
| 1990 — 1993     | Ханс-Георг Вик       | 1928 – 2024 |                    |
| 1993 — 1997     | Франк Эльбе          | 1941–2022   |                    |
| 1997 — 2000     | Генрих-Дитрих Дикман | род. 1935   |                    |
| 2000 — 2005     | Хаймо Рихтер         |             |                    |
| 2006 — 2008     | Бернд Мютцельбург    | род. 1944   |                    |
| 2009 — 2011     | Томас Матуссек       | род. 1947   |                    |
| с августа 2011  | Корд Меер-Клодт      | род. 1958   | Поверенный в делах |